# خودرو زمینی بدون سرنشین
این مقاله دربارهٔ کلاس عمومی وسیله نقلیه است. برای سیستم، به سیستم رانندگی خودکار مراجعه کنید. برای کاربرد آن در وسایل نقلیه جاده‌ای، به خودروی خودران مراجعه کنید.
یک وسیله نقلیه زمینی بدون سرنشین (Unmanned ground vehicle) وسیله‌ای است که در حالی که با زمین در تماس است، بدون وجود یک شخص انسانی در داخل آن عمل می‌کند. UGVها می‌توانند برای بسیاری از کاربردهایی که استفاده از یک اپراتور انسانی در داخل وسیله نقلیه نامناسب، خطرناک، پرهزینه یا غیرممکن است، به کار روند. به‌طور معمول، این وسیله دارای حسگرهایی برای مشاهده محیط است و رفتار خود را به‌طور خودکار کنترل می‌کند یا از یک اپراتور انسانی از راه دور برای کنترل وسیله نقلیه از طریق تلکین(کنترل از راه دور) استفاده می‌کند.
در سال ۱۹۰۴، مهندس اسپانیایی لئوناردو توره‌س کِوِدو سیستم کنترلی مبتنی بر رادیو را با نام تلکینو توسعه می‌داد. او تصمیم گرفت آزمایش اولیه را به‌صورت یک وسیله نقلیه زمینی سه‌چرخ (تراکتور) انجام دهد که دارای محدوده مؤثر ۲۰ تا ۳۰ متر بود و به‌عنوان اولین نمونه شناخته‌شده از وسیله نقلیه زمینی بدون سرنشین ثبت شد.
اولین پروتوتایپ‌های پهپادهای انتحاری رباتیک، ابداعات «تورپدوهای زمینی» آوبریو-گابت بودند که در سال ۱۹۱۵ در فرانسه اختراع شدند و همچنین کروکودیل شنی-کرزوت. بیست نمونه از این خودروها در ژوئیه ۱۹۱۵ به خدمت ارتش دوم فرانسه درآمدند.
یک خودروی کنترل از راه دور کارا در شماره اکتبر ۱۹۲۱ مجله جهانی بی‌سیم RCA گزارش شده است. این خودرو از طریق رادیو به‌صورت بی‌سیم کنترل می‌شد و تصور می‌شود که این فناوری می‌تواند به تانک‌ها نیز تطبیق پیدا کند. در دهه ۱۹۳۰، اتحاد جماهیر شوروی تانک کوچک تجهیز شده به مسلسل را به نام تل‌تانک توسعه داد. این تانک به‌صورت رادیویی از تانکی دیگر کنترل می‌شد. تل‌تانک‌ها در جنگ زمستانی (۱۹۳۹–۱۹۴۰) بین فنلاند و اتحاد شوروی و در آغاز جنگ آلمان و شوروی پس از حمله آلمان به شوروی در سال ۱۹۴۱ عملیاتی شدند. در طول جنگ جهانی دوم، بریتانیا نسخه کنترل از راه دور تانک پیاده‌نظام ماتیلدا II را در سال ۱۹۴۱ توسعه داد. این تانک که به «پرنس سیاه» معروف بود، برای جلب آتش سلاح‌های ضدتانک مخفی یا ماموریت‌های تخریب استفاده می‌شد. به‌دلیل هزینه‌های تبدیل سیستم انتقال تانک به جعبه دنده‌های نوع ویلسون، یک سفارش برای ۶۰ تانک لغو شد.
از سال ۱۹۴۲، ورماخت آلمان از مین‌های tracked گولیات برای کارهای تخریب از راه دور استفاده کرد. گولیات وسیله‌ای با زنجیر بود که ۶۰ کیلوگرم مواد منفجره را حمل می‌کرد و از طریق یک کابل کنترل می‌شد. این وسیله مدل‌سازی شده از یک وسیله نقلیه زنجیری فرانسوی بود که پس از شکست آلمان در فرانسه در سال ۱۹۴۰ پیدا شد. ترکیب هزینه، سرعت پایین، وابستگی به کابل برای کنترل و محافظت ضعیف در برابر سلاح‌ها باعث شد که گولیات موفقیت‌آمیز شناخته نشود.
اولین تلاش اصلی توسعه ربات‌های متحرک با نام "Shakey" در دهه ۱۹۶۰ به‌عنوان یک مطالعه تحقیقاتی برای آژانس پروژه‌های تحقیقاتی پیشرفته دفاع آمریکا (DARPA) انجام شد. شیکی یک پلت‌فرم چرخ‌دار بود که دارای دوربین تلویزیونی، سنسورها و رایانه‌ای برای کمک به راهنمایی وظایف خود دربرداشتن بلوک‌های چوبی و قرار دادن آن‌ها در مناطق خاص براساس دستورات بود. DARPA بعدها یک سری ربات‌های زمینی خودران و نیمه خودران را توسعه داد، اغلب به‌همراه ارتش ایالات متحده. به‌عنوان بخشی از ابتکار محاسبات استراتژیک بین سال‌های ۱۹۸۳ تا ۱۹۹۳، DARPA در حدود سال ۱۹۸۵، وسیله نقلیه خودران زمینی (ALV) را معرفی کرد که نخستین UGV بود که می‌توانست به‌طور کاملاً خودران با سرعت‌های مفید در جاده‌ها و خارج از آن‌ها حرکت کند.
در ۲۹ مارس ۲۰۲۴، در قالب کمپین شرق اوکراین در جنگ اوکراین، یک گروه از UGVهای روسی مجهز به راه‌اندازهای خودکار نارنجک AGS-17 برای یک حمله نزدیک شهر برودیچی در اوکراین اعزام شدند که این به‌عنوان اولین استفاده UGVها در حملات مستقیم خط مقدم ثبت شده است.
UGVها عموماً شامل موارد زیر هستند: یک پلتفرم وسیله‌نقلیه، حسگرها، سیستم‌های کنترل، رابط هدایت، لینک‌های ارتباطی و ویژگی‌های یکپارچه‌سازی سیستم‌ها.

### پلتفرم
پلتفرم می‌تواند یک خودرو، کامیون، وسیله‌نقلیه همه‌چرخ یا غیره باشد و شامل دستگاه متحرک، حسگرها و منبع انرژی است. پیشرانه‌ها، چرخ‌ها و پاها اشکال متداول حرکت هستند. پلتفرم ممکن است شامل بدنه متناوب بوده و با واحدهای دیگر متصل شود. منابع انرژی می‌توانند شامل موتورهای احتراق داخلی، باتری‌ها یا هیدروژن باشند.

### حسگرها
حسگرها مدلی از محیط ایجاد می‌کنند که وسایل نقلیه، عابران و موانع را نشان می‌دهند. آن‌ها همچنین مکان وسیله نقلیه را در مسیر ناوبری مشخص می‌کنند. حسگرها می‌توانند شامل قطب‌نماها، کیلومترشمارها، شیب‌سنج‌ها، ژیروسکوپ‌ها، دوربین‌ها، فاصله‌سنج‌های لیزری و اولتراسونیک، رادیوهای GPS و فناوری مادون قرمز باشند.

### سیستم‌های کنترل
وسایل نقلیه زمینی بدون سرنشین معمولاً به‌عنوان «عملیات از راه دور» یا «خودران» شناخته می‌شوند، اگرچه کنترل نظارتی ترکیبی از عملیات خودران و از راه دور است.

### کنترل از راه دور
یک UGV کنترل‌شده از راه دور توسط یک اپراتور انسانی کنترل می‌شود. اپراتور بر اساس مشاهده بصری مستقیم یا حسگرهایی مانند دوربین‌ها تصمیم‌گیری می‌کند. یک مثال ساده از کنترل از راه دور، یک خودروی کنترل از راه دور اسباب‌بازی است.

#### مثالها
- Autonomous Solutions
- BTR-90 "Krymsk" APC
- Clearpath Robotics
- DOK-ING برای پاکسازی مین، اطفای حریق و معدن‌کاری زیرزمینی
- DRDO Daksh
- Foster-Miller TALON
- Frontline Robotics UGV کنترل از راه دور (TUGV)
- Gladiator وسیله نقلیه تاکتیکی بدون سرنشین (استفاده‌شده توسط نیروی دریایی ایالات متحده)
- G-NIUS UGVهای خودران (شرکت صنایع هوافضای اسرائیل/جوینت ونچر ال‌بی‌تی سیستمز) Guardium
- GROVER – وسیله نقلیه کنترل‌شده از راه دور گودارد برای اکتشاف و تحقیق
- Uran-9
- iRobot PackBot
- MacroUSA Armadillo V2 Micro UGV (MUGV) و Scorpion SUGV
-Mesa Associates اسمبلِ عملیات نورانی یکپارچه تاکتیکی (MATILDA)
- Nerekhta UGV که در رزمایش زاپاد ۲۰۲۱ در دوران تمرین بلاروس و روسیه حضور داشت
- Nova 5
- Remotec ANDROS F6A
- Ripsaw MS1
- Robowatch ASENDRO
- خودروی بدون سرنشین Snatch Land Rover
- THeMIS که توسط ارتش هلند استفاده می‌شود و توسط Milrem Robotics توسعه یافته
- خودروی زمینی بدون سرنشین Miloš که توسط نیروهای مسلح صربستان استفاده می‌شود
- ربات Battlefield Extraction-Assist (BEAR) از Vecna Robotics
- VIPeR

### خودران
یک وسیله نقلیه خودران (AGV) یک ربات مستقل است که کنترل‌کننده انسانی را با فناوری‌های هوش مصنوعی جایگزین می‌کند. این وسیله از حسگرها استفاده می‌کند تا مدلی از محیط را تغذیه کند که از سیستم کنترل پشتیبانی می‌کند و اقدام بعدی را تعیین می‌کند. این موضوع نیاز به نظارت انسانی بر وسیله نقلیه را از بین می‌برد.
یک وسیله نقلیه خودران باید توانایی زیر را داشته باشد:
- ناوبری بر اساس نقشه‌هایی که به وسیله اجازه می‌دهد تا مسیری از مبدأ به مقصد انتخاب کند.
- شناسایی اشیاء مانند افراد و وسایل نقلیه.
- حرکت بین نقاط راه بدون کمک انسانی.
- جلوگیری از آسیب به افراد، املاک یا خود، مگر اینکه آن‌ها بخشی از مأموریتش باشند.
یک ربات همچنین ممکن است بتواند به‌صورت خودآموز یاد بگیرد. یادگیری خودران شامل توانایی‌های زیر است:
- به دست آوردن قابلیت‌ها.
- تنظیم استراتژی‌ها بر اساس محیط.
- انطباق با محیط.
- رفتار اخلاقی در پیگیری اهداف مأموریت.
ماشین‌های مسلح خودران باید بین جنگجویان و غیرنظامیان تمایز قائل شوند. این موضوع به‌خصوص در درگیری‌هایی درست است که جنگجویان عمدتاً خود را به‌عنوان غیرنظامی‌ها پنهان می‌کنند تا از شناسایی جلوگیری کنند. حتی سیستم‌های هوشمند اما ناقص نیز می‌توانند باعث ویرانی‌های غیرقابل قبول غیرنظامی شوند.

### رابط هدایت
رابط بین ماشین و اپراتور انسانی می‌تواند شامل یک جوی‌استیک، نرم‌افزار خودران یا فرمان‌های صوتی باشد.

### لینک‌های ارتباطی
ارتباط بین UGV و ایستگاه کنترل می‌تواند از طریق رادیو یا فیبر نوری انجام شود. این ارتباط ممکن است شامل ارتباط با سایر ماشین‌ها و ربات‌ها نیز باشد.

### یکپارچه‌سازی سیستم‌ها
اجزای مختلف سخت‌افزاری و نرم‌افزاری باید به‌طور مشترک کار کنند تا نتایج مطلوبی تولید کنند.
تا سال ۲۰۲۵، انواع مختلفی از UGVها در حال استفاده بودند. این وسایل معمولاً جایگزین انسان‌ها در وضعیت‌های خطرناک می‌شوند، مانند مدیریت مواد منفجره و در خودروهای خنثی‌سازی بمب، جایی که به قدرت اضافی یا اندازه کوچکتر نیاز است، یا جایی که انسان‌ها نمی‌توانند به‌طور ایمن حضور داشته باشند. کاربردهای نظامی شامل نظارت، شناسایی و به‌دست آوردن هدف است. آن‌ها در صنایعی مانند کشاورزی، معدن‌کاری و ساخت‌وساز نیز استفاده می‌شوند. UGVها در عملیات دریایی مؤثر هستند و برای نیروی دریایی در میدان جنگ؛ آن‌ها می‌توانند در عملیات لجستیک در زمین و دریا کمک کنند.
UGVها در حال توسعه برای عملیات حفظ صلح، نظارت زمینی، عملیات نگهبانی/چک‌پوینت، حضور در خیابان‌های شهری و افزایش عملیات‌های پلیس و نظامی در محیط‌های شهری هستند. UGVها می‌توانند «آتش اول» را از دشمنان جلب کنند و تلفات نظامی و پلیسی را کاهش دهند. علاوه بر این، UGVها در مأموریت‌های نجات و بازیابی استفاده می‌شوند و برای یافتن بازماندگان پس از ۱۱ سپتامبر در محل حادثه (Ground Zero) به کار گرفته شدند.

### فضا
پروژه ربات‌های اکتشافی مریخ ناسا شامل دو UGV به نام‌های Spirit و Opportunity بود. هر دو فراتر از پارامترهای طراحی عمل کردند که این به سیستم‌های اضافی، مدیریت دقیق و تصمیم‌گیری بلندمدت در تعاملات نسبت داده می‌شود. Opportunity و دوقلوی آن، Spirit، وسایل نقلیه زمینی شش‌چرخ و خورشیدی بودند. آن‌ها در ژوئیه ۲۰۰۳ پرتاب شدند و در ژانویه ۲۰۰۴ در دو سمت مختلف مریخ فرود آمدند. Spirit به‌طور عادی عمل کرد تا اینکه در آوریل ۲۰۰۹ در شن‌های عمیق گرفتار شد و بیش از ۲۰ برابر طولانی‌تر از انتظار عمر کرد. Opportunity بیش از ۱۴ سال فراتر از عمر مورد نظر سه‌ماهه خود عمل کرد. Curiosity در ۶ اوت ۲۰۱۲ بر روی مریخ فرود آمد و مأموریت دو ساله اولیه آن تا اکتبر ۲۰۲۵ (۴٬۸۰۴ روز بیشتر از انتظار) تمدید شده است.

### کاربردهای غیرنظامی و تجاری
کاربردهای غیرنظامی شامل اتوماسیون فرایندها در محیط‌های تولیدی است. آن‌ها به‌عنوان راهنمایان خودران در موزه تاریخ طبیعی کارنگی و نمایشگاه ملی سوئیس عمل می‌کنند.

### کشاورزی
UGVها یکی از انواع ربات‌های کشاورزی هستند. تراکتورهای بدون سرنشین می‌توانند به‌صورت شبانه‌روزی کار کنند تا زمان‌های کوتاه برداشت را برآورده کنند. UGVها برای اسپری کردن و نازک کردن گیاهان استفاده می‌شوند. آن‌ها می‌توانند برای نظارت بر سلامت محصولات و دام‌ها به کار روند.

### تولید
در محیط تولید، UGVها برای حمل و نقل مواد استفاده می‌شوند. شرکت‌های هوافضا از این وسایل برای موقعیت‌یابی دقیق و حمل و نقل اجزای سنگین و حجیم بین ایستگاه‌های تولید استفاده می‌کنند که سریع‌تر از استفاده از جرثقیل‌های بزرگ است و می‌تواند افراد را از مناطق خطرناک دور نگه دارد.

### معدن‌کاری
UGVها می‌توانند برای عبور و نقشه‌برداری از تونل‌های معدن استفاده شوند. با ترکیب رادار، لیزر و حسگرهای بصری، UGVها در حال توسعه برای نقشه‌برداری از سطوح سنگی سه‌بعدی در معادن روباز هستند.

### زنجیره تأمین
در سیستم مدیریت انبار، UGVها کاربردهای متعددی از انتقال کالاها با لیفتراک‌ها و نوار نقاله‌های خودران تا اسکن موجودی و انجام شمارش موجودی دارند. وسایل نقلیه هدایت‌شده خودکار به‌طور گسترده‌ای در انبارها برای رسیدگی به کالاهایی که برای انسان‌ها خطرناک هستند (مانند کالاهای خورنده و قابل اشتعال) یا نیاز به حمل و نقل خاص دارند، مورد استفاده قرار می‌گیرند.

### پاسخ به وضعیت‌های اضطراری
UGVها در بسیاری از وضعیت‌های اضطراری از جمله جستجو و نجات شهری، اطفای حریق و پاسخ به حوادث هسته‌ای استفاده می‌شوند. پس از حادثه نیروگاه هسته‌ای فوکوشیما دایچی در سال ۲۰۱۱، UGVها در ژاپن برای نقشه‌برداری و ارزیابی ساختاری در مناطق با تابش بیش از حد که اجازه حضور انسان را نمی‌داد، به کار گرفته شدند.

### نظامی
- BigDog، یک ربات چهارپای توسعه‌یافته به‌عنوان بارکش که می‌تواند از زمین‌های دشوار عبور کند.
- آزمایش‌های ارتش بریتانیا از X-2 با سیستم‌های موجود در سال ۲۰۲۰
- EuroLink Systems Leopardo B
- واحدهای Foster-Miller TALON SWORDS که با سلاح‌های مختلف مجهز هستند
- UGV بدون سرنشین UKAP ترکیه
- Ripsaw، یک UGV جنگی در حال توسعه که توسط Howe & Howe Technologies برای ارزیابی توسط ارتش ایالات متحده طراحی و ساخته شده است
- ربات "tEODor" ارتش آلمان که یک IED جعلی را نابود می‌کند
استفاده از UGVها توسط نظامیان جان بسیاری را نجات داده است. کاربردها شامل خنثی‌سازی مهمات منفجره (EOD) مانند مین‌های زمینی، بارگذاری اقلام سنگین و تعمیر شرایط زمینی تحت آتش دشمن است. تعداد ربات‌های استفاده‌شده در عراق از ۱۵۰ در سال ۲۰۰۴ به ۵۰۰۰ در سال ۲۰۰۵ افزایش یافت، جایی که آن‌ها بیش از ۱۰۰۰ بمب کنار جاده‌ای را در عراق در پایان سال ۲۰۰۵ خنثی کردند. تا سال ۲۰۱۳، ارتش ایالات متحده ۷۰۰۰ از این ماشین‌ها را خریداری کرده بود و ۷۵۰ مورد آن‌ها نابود شده بودند. ارتش ایالات متحده در حال ساخت UGVهایی است که به‌عنوان ربات‌های مسلح با سلاح‌های خودکار و نارنجک‌اندازها عمل می‌کنند و ممکن است جایگزین سربازان در میدان جنگ شوند. چنین کاربردهایی ممکن است نگرانی‌های اخلاقی را به‌دلیل حذف انسان‌ها از چرخه OODA ایجاد کند.

### SARGE
SARGE یک وسیله نقلیه چهارچرخ متحرک همه‌جانبه است که از فریم Yamaha Breeze استفاده می‌کند. هدف این است که به هر گردان پیاده‌نظام تا هشت واحد SARGE ارائه شود. SARGE عمدتاً برای نظارت از راه دور استفاده می‌شود و به جلو از پیاده‌نظام فرستاده می‌شود تا کمین‌های احتمالی را بررسی کند.

### Mult-Utility Tactical Transport
ساخته‌شده توسط General Dynamics Land Systems، وسیله نقلیه چندمنظوره تاکتیکی ("MUTT") در انواع ۴، ۶ و ۸ چرخ موجود است. تا سال ۲۰۱۳ در حال آزمایش بود.

### X-2
X-2 یک UGV با اندازه متوسط است که توسط Digital Concepts Engineering ساخته شده است. این وسیله بر اساس یک سیستم رباتیک خودران قبلی طراحی شده برای استفاده در EOD، جستجو و نجات (SAR)، گشت‌زنی در حاشیه، ارتباطات، تشخیص و پاکسازی مین‌ها و به‌عنوان یک پلتفرم سلاح سبک ساخته شده است. طول آن ۱٫۳۱ متر، وزن آن ۳۰۰ کیلوگرم و می‌تواند به سرعت ۵ کیلومتر در ساعت برسد. این وسیله قادر است از شیب‌های تا ۴۵ درجه عبور کند و از گل عمیق عبور کند. کنترل این وسیله با استفاده از سیستم Marionette انجام می‌شود که همچنین در ربات‌های EOD Wheelbarrow استفاده می‌شود.

### The Warrior
The Warrior یک مدل جدید از PackBot است، اما بیش از پنج برابر اندازه آن است. این وسیله می‌تواند با سرعت‌های تا ۱۵ مایل در ساعت حرکت کند و اولین PackBot است که قادر به حمل سلاح است. مانند PackBot، در بررسی مواد منفجره نقش کلیدی دارد. آن‌ها قادر به حمل ۶۸ کیلوگرم و حرکت با سرعت ۸ مایل در ساعت هستند. قیمت Warrior نزدیک به ۴۰۰٬۰۰۰ دلار است. بیش از ۵۰۰۰ واحد از آن‌ها در سراسر جهان تحویل داده شده است.

### TerraMax
TerraMax طراحی شده است تا در هر وسیله نقلیه چرخ‌دار تاکتیکی یکپارچه شود و به‌طور کامل در ترمزها، فرمان، موتور و انتقال گنجانده شده است. وسایل نقلیه مجهز به این سیستم قابلیت رانندگی دستی را حفظ می‌کنند. وسایل نقلیه تولید شده توسط Oshkosh Defense و مجهز به این بسته در چالش‌های بزرگ DARPA در سال‌های ۲۰۰۴ و ۲۰۰۵ و چالش شهری DARPA در سال ۲۰۰۷ شرکت کردند. آزمایشگاه جنگی نیروی دریایی ایالات متحده، MTVRهای مجهز به TerraMax را برای پروژه Cargo UGV که در سال ۲۰۱۰ آغاز شد، انتخاب کرد که به یک نمایش فناوری برای دفتر تحقیقات دریایی در سال ۲۰۱۵ منجر شد. کاربردهای نشان داده‌شده برای وسایل نقلیه به‌روز شده شامل پاکسازی مسیر بدون سرنشین (با استفاده از غلتک مین) و کاهش تعداد پرسنل مورد نیاز برای کاروان‌های حمل و نقل است.

### THeMIS
THeMIS (سیستم مدولار پیاده‌نظام هیبریدی با چرخ‌دنده) یک وسیله نقلیه مسلح زمینی است که عمدتاً برای کاربردهای نظامی طراحی شده است. این وسیله توسط Milrem Robotics در استونی ساخته شده است. معماری باز این وسیله قابلیت چند مأموریتی را فراهم می‌کند. هدف اصلی آن افزایش آگاهی از وضعیت، ارائه اطلاعات، نظارت و شناسایی بهبود یافته بر روی نواحی وسیع، پشتیبانی از لجستیک در پایگاه، تأمین مجدد آخرین مایل برای واحدهای خط مقدم و کمک به ارزیابی آسیب‌های جنگی است. این وسیله به‌عنوان یک پلتفرم حمل و نقل، ایستگاه سلاح از راه دور، واحد تشخیص و دفع IED و غیره عمل می‌کند. این وسیله بار فیزیکی و شناختی را کاهش می‌دهد، فاصله ایستادگی، حفاظت از نیرو و بقا را افزایش می‌دهد.
UGVهای جنگی THeMIS شامل یک سیستم سلاح کنترل از راه دور خودپایدار یکپارچه هستند که پشتیبانی آتش مستقیم برای نیروهای تحرک فراهم می‌کند. سیستم سلاح دقت بالایی را در نواحی وسیع، در روز و شب ارائه می‌دهد و فاصله ایستادگی، حفاظت از نیرو و بقا را افزایش می‌دهد. آن‌ها می‌توانند با تفنگ‌های سبک یا سنگین، پرتاب‌کننده‌های نارنجک ۴۰ میلی‌متری، توپ‌های خودکار ۳۰ میلی‌متری و سیستم‌های موشکی ضد تانک تجهیز شوند.
UGVهای ISR THeMIS دارای قابلیت‌های جمع‌آوری اطلاعات چندحسی هستند. این سیستم می‌تواند به واحدهای پیاده‌نظام پیاده، نگهبانی مرزی و آژانس‌های اجرای قانون کمک کند تا اطلاعات خام را جمع‌آوری و پردازش کنند و زمان واکنش را برای فرماندهان کاهش دهند.

### Type-X
Type-X یک وسیله نقلیه رباتیک جنگی زرهی و چرخ‌دار به وزن ۱۲ تن است که توسط Milrem Robotics در استونی طراحی و تولید شده است. طول آن ۶۰۰ سانتی‌متر، عرض آن ۲۹۰ سانتی‌متر و ارتفاع آن ۲۲۰ سانتی‌متر است و این وسیله سنگین ۱۲٬۰۰۰ کیلوگرم وزن دارد و می‌تواند حداکثر بار ۴٬۱۰۰ کیلوگرم را حمل کند. این وسیله می‌تواند با برجک‌های خودکار تا ۵۰ میلی‌متر یا سیستم‌های سلاح مختلف دیگری مانند ATGMها، SAMها، رادارها، هاون‌ها و غیره تجهیز شود.